# Nobody Knows
Nobody Knows är den första singeln från Darins sjätte studioalbum Exit. Singeln släpptes den 10 februari 2012 och premiärspelades på QX Gaygalan. Låten har sålt platina och toppat den svenska Digilistan. Låtskrivare är Darin, Tony Nilsson, Niklas Rune och Bilal Hajji.
Darin beskriver att låten handlar om jobbig kärlek "Jag ställer frågor – varför gör det så ont, varför känns det så skönt, varför slår mitt hjärta så här, varför är det tungt ibland? Det enda jag kommer fram till är att ingen vet.”
Darin framförde låten som mellanakt under semifinal 2 av Eurovision Song Contest 2013 i Malmö med 100 miljoner tittare världen över.
År 2015 användes låten i en reklamfilm i Kina som nådde ut till 1,2 miljarder människor. Detta ledde till att Darin signades av Sony Music för hela Asien och turnerade i Kina. I och med Asien-lanseringen spelades en musikvideo för låten in i Singapore och släpptes 25 augusti 2015.

## Listplaceringar
| Lista (2012) | Topplacering |
| ------------ | ------------ |
| Digilistan   | 1            |